# Automeris guyanensis
Automeris guyanensis é uma espécie de mariposa do gênero Automeris, da família Saturniidae.
Foi descrita por Bouvier, em 1936, embora outras fontes tragam como tendo sido 1929.